# Itatiella ulei
Itatiella ulei är en bladmossart som beskrevs av G. L. Smith 1971. Itatiella ulei ingår i släktet Itatiella och familjen Polytrichaceae. Inga underarter finns listade i Catalogue of Life.

## Bildgalleri

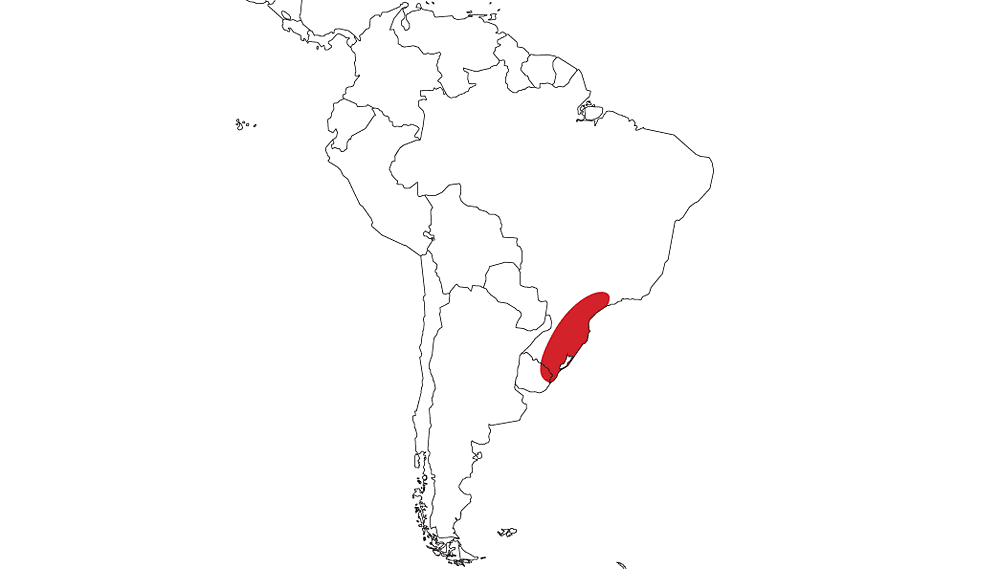